# Campionati europei di dressage
I campionati europei di dressage (FEI European Dressage Championships), sono un campionato continentale organizzato, con cadenza biennale, dalla Fédération équestre internationale sin dal 1963.

## Albo d'oro

### Dressage individuale
| Anno | Località       | Evento      | Oro                       | Argento                 | Bronzo                    |
| 1963 | Copenaghen     | Individuale | Henri Chammartin          | Harry Boldt             | Henri Chammartin          |
| 1965 | Copenaghen     | Individuale | Henri Chammartin          | Harry Boldt             | Reiner Klimke             |
| 1967 | Aquisgrana     | Individuale | Reiner Klimke             | Ivan Kisimov            | Harry Boldt               |
| 1969 | Wolfsburg      | Individuale | Liselott Linsenhoff       | Ivan Kisimov            | Josef Neckermann          |
| 1971 | Wolfsburg      | Individuale | Liselott Linsenhoff       | Josef Neckermann        | Ivan Kisimov              |
| 1973 | Aquisgrana     | Individuale | Reiner Klimke             | Elena Petuškova         | Ivan Kalita               |
| 1975 | Kiev           | Individuale | Christine Stückelberger   | Harry Boldt             | Karin Schlüter            |
| 1977 | San Gallo      | Individuale | Christine Stückelberger   | Harry Boldt             | Uwe Schulten-Baumer       |
| 1979 | Århus          | Individuale | Elisabeth Theurer         | Christine Stückelberger | Harry Boldt               |
| 1981 | Laxenburg      | Individuale | Uwe Schulten-Baumer       | Christine Stückelberger | Gabriela Grillo           |
| 1983 | Aquisgrana     | Individuale | Anne Grethe Jensen        | Reiner Klimke           | Uwe Sauer                 |
| 1985 | Copenaghen     | Individuale | Reiner Klimke             | Otto Hofer              | Anne Grethe Jensen        |
| 1987 | Leicester      | Individuale | Margit Otto-Crépin        | Ann-Kathrin Linsenhoff  | Jo Hinnemann              |
| 1989 | Mondorf        | Individuale | Nicole Uphoff             | Margit Otto-Crépin      | Ann-Kathrin Linsenhoff    |
| 1991 | Donaueschingen | Spécial     | Sven Rothenberger         | Klaus Balkenhol         | Nina Menkova              |
| 1991 | Donaueschingen | Freestyle   | Isabell Werth             | Nicole Uphoff           | Margit Otto-Crépin        |
| 1993 | Lipizza        | Spécial     | Nicole Uphoff             | Sven Rothenberger       | Gyula Dallos              |
| 1993 | Lipizza        | Freestyle   | Isabell Werth             | Monica Theodorescu      | Emile Faurie              |
| 1995 | Mondorf        | Individuale | Isabell Werth             | Anky van Grunsven       | Sven Rothenberger         |
| 1997 | Verden         | Individuale | Isabell Werth             | Anky van Grunsven       | Karin Rehbein             |
| 1999 | Arnhem         | Individuale | Anky van Grunsven         | Ulla Salzgeber          | Arjen Teeuwissen          |
| 2001 | Verden         | Individuale | Ulla Salzgeber            | Arjen Teeuwissen        | Nadine Capellmann         |
| 2003 | Hickstead      | Individuale | Ulla Salzgeber            | Jan Brink               | Beatriz Ferrer-Salat      |
| 2005 | Hagen          | Individuale | Anky van Grunsven         | Hubertus Schmidt        | Jan Brink                 |
| 2007 | Druento        | Spécial     | Isabell Werth             | Anky van Grunsven       | Imke Schellekens-Bartels  |
| 2007 | Druento        | Freestyle   | Anky van Grunsven         | Isabell Werth           | Imke Schellekens-Bartels  |
| 2009 | Windsor        | Spécial     | Adelinde Cornelissen      | Edward Gal              | Laura Bechtolsheimer      |
| 2009 | Windsor        | Freestyle   | Edward Gal                | Adelinde Cornelissen    | Anky van Grunsven         |
| 2011 | Rotterdam      | Spécial     | Adelinde Cornelissen      | Carl Hester             | Laura Bechtolsheimer      |
| 2011 | Rotterdam      | Freestyle   | Adelinde Cornelissen      | Carl Hester             | Patrik Kittel             |
| 2013 | Herning        | Spécial     | Charlotte Dujardin        | Helen Langehanenberg    | Adelinde Cornelissen      |
| 2013 | Herning        | Freestyle   | Charlotte Dujardin        | Helen Langehanenberg    | Adelinde Cornelissen      |
| 2015 | Aquisgrana     | Spécial     | Charlotte Dujardin        | Kristina Bröring-Sprehe | Hans Peter Minderhoud     |
| 2015 | Aquisgrana     | Freestyle   | Charlotte Dujardin        | Kristina Bröring-Sprehe | Beatriz Ferrer-Salat      |
| 2017 | Göteborg       | Spécial     | Isabell Werth             | Sönke Rothenberger      | Cathrine Dufour           |
| 2017 | Göteborg       | Freestyle   | Isabell Werth             | Sönke Rothenberger      | Cathrine Dufour           |
| 2019 | Rotterdam      | Spécial     | Isabell Werth             | Dorothee Schneider      | Cathrine Dufour           |
| 2019 | Rotterdam      | Freestyle   | Isabell Werth             | Dorothee Schneider      | Jessica von Bredow-Werndl |
| 2021 | Hagen          | Spécial     | Jessica von Bredow-Werndl | Isabell Werth           | Cathrine Dufour           |
| 2021 | Hagen          | Freestyle   | Jessica von Bredow-Werndl | Cathrine Dufour         | Charlotte Dujardin        |
| 2023 | Riesenbeck     | Spécial     | Jessica von Bredow-Werndl | Charlotte Fry           | Charlotte Dujardin        |
| 2023 | Riesenbeck     | Freestyle   | Jessica von Bredow-Werndl | Nanna Skodborg Merrald  | Charlotte Dujardin        |

### Dressage a squadre
| Anno | Località       | Oro            | Argento          | Bronzo           |
| 1965 | Copenaghen     | Germania Ovest | Svizzera         | Unione Sovietica |
| 1967 | Aquisgrana     | Germania Ovest | Unione Sovietica | Svizzera         |
| 1969 | Wolfsburg      | Germania Ovest | Germania Est     | Unione Sovietica |
| 1971 | Wolfsburg      | Germania Ovest | Unione Sovietica | Svezia           |
| 1973 | Aquisgrana     | Germania Ovest | Unione Sovietica | Svizzera         |
| 1975 | Kiev           | Germania Ovest | Unione Sovietica | Svizzera         |
| 1977 | San Gallo      | Germania Ovest | Svizzera         | Unione Sovietica |
| 1979 | Århus          | Germania Ovest | Unione Sovietica | Svizzera         |
| 1981 | Laxenburg      | Germania Ovest | Svizzera         | Unione Sovietica |
| 1983 | Aquisgrana     | Germania Ovest | Danimarca        | Svizzera         |
| 1985 | Copenaghen     | Germania Ovest | Danimarca        | Unione Sovietica |
| 1987 | Leicester      | Germania Ovest | Svezia           | Paesi Bassi      |
| 1989 | Mondorf        | Germania Ovest | Unione Sovietica | Svizzera         |
| 1991 | Donaueschingen | Germania       | Unione Sovietica | Paesi Bassi      |
| 1993 | Lipizza        | Germania       | Gran Bretagna    | Paesi Bassi      |
| 1995 | Mondorf        | Germania       | Paesi Bassi      | Francia          |
| 1997 | Verden         | Germania       | Paesi Bassi      | Svezia           |
| 1999 | Arnhem         | Germania       | Paesi Bassi      | Danimarca        |
| 2001 | Verden         | Germania       | Paesi Bassi      | Danimarca        |
| 2003 | Hickstead      | Germania       | Spagna           | Gran Bretagna    |
| 2005 | Hagen          | Germania       | Paesi Bassi      | Spagna           |
| 2007 | Druento        | Paesi Bassi    | Germania         | Svezia           |
| 2009 | Windsor        | Paesi Bassi    | Gran Bretagna    | Germania         |
| 2011 | Rotterdam      | Gran Bretagna  | Germania         | Paesi Bassi      |
| 2013 | Herning        | Germania       | Paesi Bassi      | Gran Bretagna    |
| 2015 | Aquisgrana     | Paesi Bassi    | Gran Bretagna    | Germania         |
| 2017 | Göteborg       | Germania       | Danimarca        | Svezia           |
| 2019 | Rotterdam      | Germania       | Paesi Bassi      | Svezia           |
| 2021 | Hagen          | Germania       | Gran Bretagna    | Danimarca        |
| 2023 | Riesenbeck     | Regno Unito    | Germania         | Danimarca        |

## Medagliere
Aggiornato all'edizione 2023
| Posiz. | Nazione          | Oro | Argento | Bronzo | Totale |
| ------ | ---------------- | --- | ------- | ------ | ------ |
| 1      | Germania         | 29  | 19      | 5      | 53     |
| 2      | Germania Ovest   | 20  | 7       | 10     | 37     |
| 3      | Paesi Bassi      | 10  | 15      | 14     | 39     |
| 4      | Regno Unito      | 6   | 6       | 8      | 20     |
| 5      | Svizzera         | 4   | 6       | 7      | 17     |
| 6      | Danimarca        | 1   | 4       | 7      | 12     |
| 7      | Francia          | 1   | 1       | 2      | 4      |
| 8      | Austria          | 1   | 0       | 0      | 1      |
| 8      | Unione Sovietica | 0   | 10      | 8      | 18     |
| 10     | Svezia           | 0   | 2       | 7      | 9      |
| 11     | Spagna           | 0   | 1       | 3      | 4      |
| 12     | Germania Est     | 0   | 1       | 0      | 1      |
| 13     | Ungheria         | 0   | 0       | 1      | 1      |
| Totale | Totale           | 72  | 72      | 72     | 216    |